# Polskie Spotkania Europejskie
Polskie Spotkanie Europejskie – cykl imprez promujących Unię Europejską, organizowanych od 1994 r. przez Polską Fundację im. Roberta Schumana. Podczas spotkań organizowane są warsztaty i wykłady na temat Unii Europejskiej, a ulicami Warszawy przechodzi Parada Schumana.

## Parada Schumana
W ramach Polskich Spotkań Europejskich organizowana jest tzw. Parada Schumana – pochód zwolenników integracji europejskiej ulicami miasta. Jest to największa tego rodzaju inicjatywa w całej Unii Europejskiej.

## Polska Nagroda Europejska

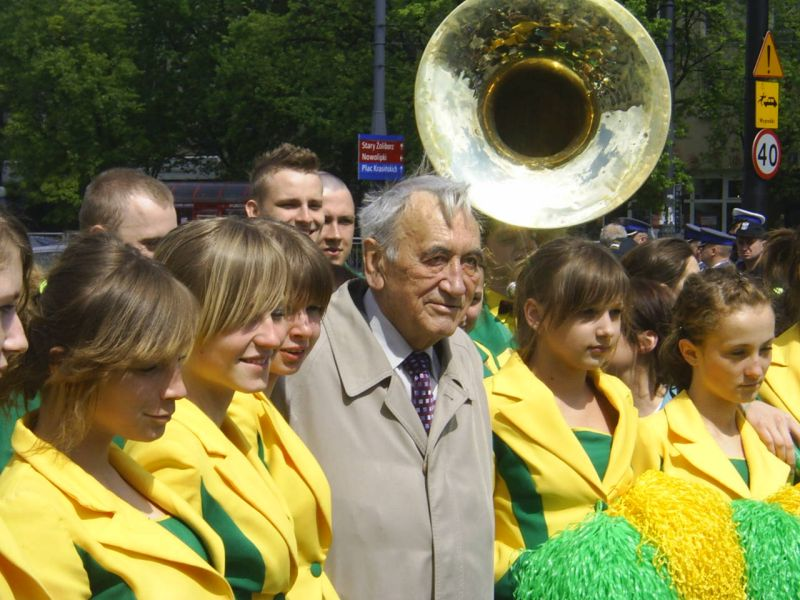
Tadeusz Mazowiecki na Paradzie Schumana w 2007 r.

Od 1996 r. w czasie spotkań przyznawane jest honorowe wyróżnienie – Polska Nagroda Europejska.
Laureaci Polskiej Nagrody Europejskiej :
- 1996 – Jan Kułakowski
- 1997 – Jacek Saryusz-Wolski
- 1998 – ks. bp. Tadeusz Pieronek
- 1999 – Urszula Stenzel
- 2000 – Jerzy Łukaszewski
- 2001 – Grzegorz Świetlik
- 2002 – prof. Norman Davies
- 2003 – Adam Małysz
- 2004 – Danuta Hübner
- 2005 – ks. Adam Boniecki
- 2006 – Gmina Czudec
- 2007 – prof. Leszek Balcerowicz
- 2008 – Gazeta Wyborcza
- 2009 – Václav Havel

## XVI Polskie Spotkania Europejskie
Wydarzenia w ramach Polskich Spotkań Europejskich w 2009 r.:
- 5 maja – konferencja prasowa organizatorów
- 6-9 maja – zlot Szkolnych Klubów Europejskich Spotkania z Funduszami Europejskimi
- 7 maja – wystawy Europejski Słownik Obrazkowy Wichajstra
- 8 maja – konferencja Europa wobec kryzysu
- 9 maja:
  - debata Europa wobec kryzysu. Rozmowa na dwudziestolecie
  - X Parada Schumana
  - Miasteczko Europejskie

W ramach Miasteczka Europejskiego zorganizowano prawybory. Pierwsze miejsca zajęła Platforma Obywatelska (643 głosy), przed Prawem i Sprawiedliwością (136) oraz SLD-UP (130).